# 73517 Cranbrook
73517 Cranbrook è un asteroide della fascia principale. Scoperto nel 2003, presenta un'orbita caratterizzata da un semiasse maggiore pari a 3,0929301 UA e da un'eccentricità di 0,0887306, inclinata di 10,50477° rispetto all'eclittica.